# Peter Van Petegem

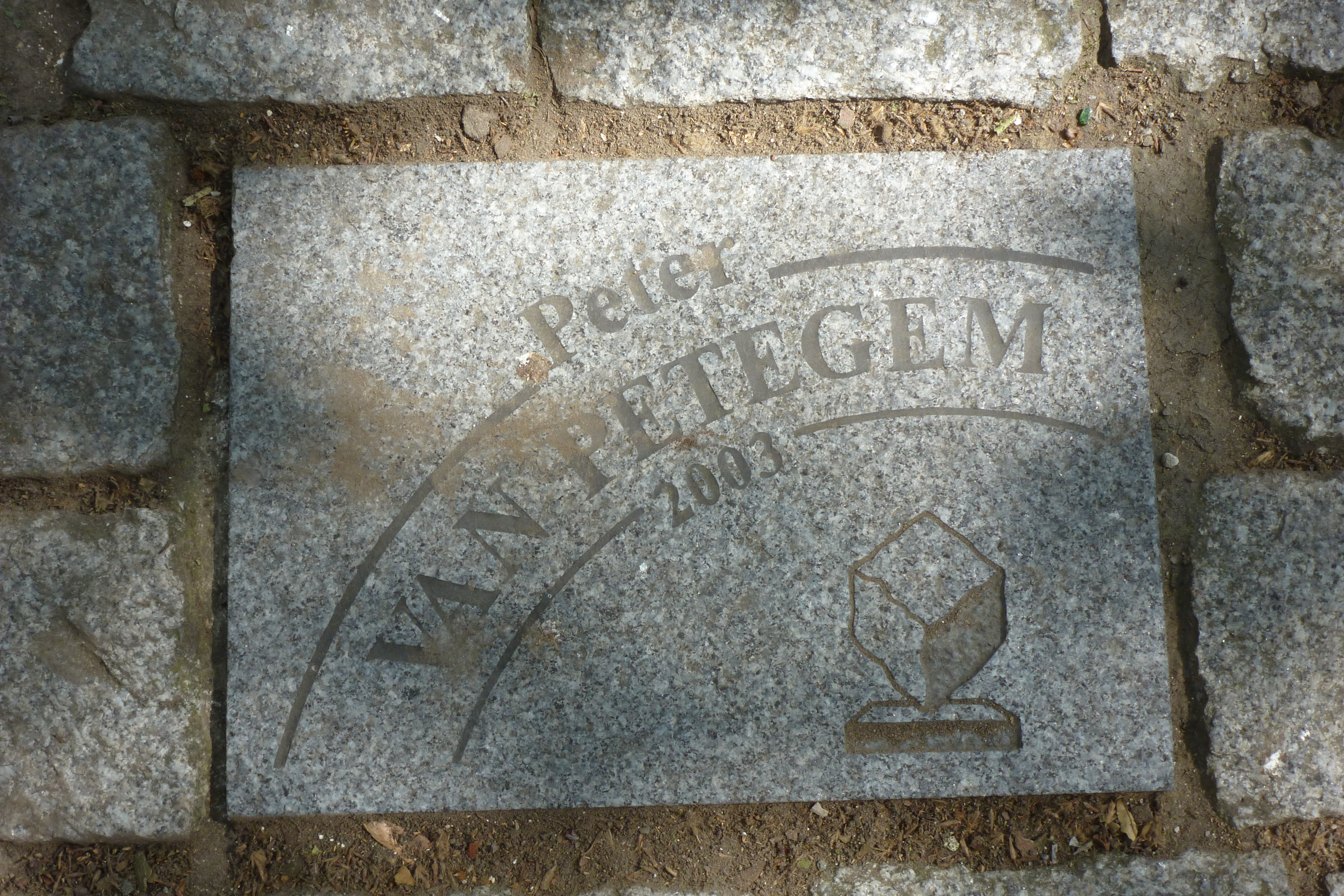
Gatsten på Allée Charles Crupelandt i Roubaix som visar på Peter van Petegems seger i Paris–Roubaix 2003.

Peter Van Petegem, född 18 januari 1970 i Brakel, Östflandern , Belgien, är en belgisk tidigare professionell tävlingscyklist. Van Petegem blev professionell i det nederländska stallet PDM Videocassettes-Concorde 1992 och avslutade karriären under säsongen 2007, då i belgiska UCI ProTour-stallet Quick Step-Innergetic
Van Petegems specialitet som cyklist var endagslopp med inslag av kullersten, där han under sin karriär ansågs vara en av de cyklister som tekniskt sett behärskade detta underlag allra bäst. 2003 blev det bästa året i karriären då han detta år, blev den förste sedan landsmannen Roger De Vlaeminck 1977 att vinna båda kullerstensklassikerna Paris-Roubaix och Flandern Runt samma år. I Flandern Runt spurtslog han landsmannen Frank Vandenbroucke och i Paris-Roubaix italienaren Dario Pieri och ryssen Viatschelav Eikimov. Denna seger blev också karriärens sista i en UCI-kategoriserad proffstävling. I Flandern Runt segrade Van Petegem även 1999 då han avgjorde på upploppet precis som 2003 mot Vandenbroucke, men även ärkerivalen Johan Museeuw. I båda dessa tävlingar hade Van Petegem även ett antal andra höga placeringar genom åren. Han vann under karriären även ett antal belgiska semiklassiker med inslag av kullersten, särskilt framträdande var han i den traditionella säsongspremiären Omloop Het Volk med 3 segrar 1997,1998 och 2002, vilket fortfarande 2016 är rekord.  
Van Petegem lyckades även bra på världsmästerskapens linjelopp under sin karriär, där han tog silver 1998 efter schweizaren Oscar Camenzind i Valkenburg aan de Geul, Limburg, Nederländerna och brons 2003 i Hamilton, Kanada, efter spanjorerna Igor Astarloa och Alejandro Valverde.
Den sista tävlingen Peter Van Petegem deltog i var GP Briek Schotte i Desselgem Västflandern, Belgien den 11 september 2007. Valet av berodde på ett löfte till den belgiske förre storcyklisten Briek Schotte innan denne avled 2004, att någon gång ställa upp i den tävling som han gett sitt namn till. Van Petegem själv har sedan 2011 en delvis uppkallad tävling efter sig i Belgien, GP Impanis-Van Petegem som sedan 2015  är en HC-kategoriserad tävling på UCI Europe Tour. Tävlingen startar i hans födelseort Brakel och går i mål i Haacht. Det finns också ett motionslopp med namnet Peter Van Petegem Classic som drar kring 4000 deltagare årligen.

## Meriter
1994
Grote Scheldeprijs
1996
Trofeo Luis Puig
Etapp 2, Danmark Rundt
1997
Omloop Het Volk
Trofeo Alcudia
Trofeo Cala Millor
Geraardsbergen kriterium
Zwevegem
Kampioenschap van Vlaanderen
1998
Omloop Het Volk
Nationsmästerskapen på bana - omnium
2:a, — Världsmästerskapen
3:a — Nationsmästerskapen - linjelopp
1999
Flandern runt
E3 Prijs Vlaanderen
Panne tredagars
Gouden Pijl Emmen
2000
GP d'Isbergues
2:a — Paris-Roubaix
2:a — Gent-Wevelgem
2:a — Dwars door Vlaanderen
2001
GP d'Isbergues
Kuurne-Bryssel-Kuurne
Etapp 2, Paris-Nice
6:a — Amstel Gold Race
2002
Panne tredagars
Etapp 3b, Panne tredagars
Omloop "Het Volk"
Etapp 5, Tour de la Région Wallonne
3:a — Flandern runt
6:a — Amstel Gold Race
7:a — Liège-Bastogne-Liège
2003
Paris–Roubaix
Ronde van Vlaanderen
3:a — Världsmästerskapen
3:a — Panne tredagars
10:a — Paris-Tours
2004
5:a — Amstel Gold Race
6:a — Paris-Roubaix
10:a — Milano-Sanremo
40:e — Olympiska sommarspelen 2004
2005
3:a — Flandern runt
3:a — E3 Prijs Vlaanderen
2006
4:a — Flandern runt

## Stall
- PDM Videocassettes-Concorde 1992
- Lotto 1993
- Trident-Schick 1994
- TVM 1995
- TVM-Farm Frites 1996-1999
- Farm Frites 2000
- Mercury-Viatel 2001
- Lotto-Adecco-ABX 2002
- Lotto-Domo 2003-2004
- Davitamon-Lotto 2005-2006
- Quick-Step Innergetic 2007